# 셜록 홈즈: 그림자 게임
《셜록 홈즈: 그림자 게임》(영어: Sherlock Holmes: A Game of Shadows)은 2011년 개봉한 가이 리치 감독의 시대극 미스터리 액션 영화이다. 2009년 영화 《셜록 홈즈》의 속편이며, 전작에 이어 로버트 다우니 주니어가 셜록 홈스 역을, 주드 로가 존 왓슨 역을 맡았다.
2012년 제38회 새턴상에서 액션·모험 영화 부문 작품상과 의상상(제니 베번) 후보에 올랐다.

## 줄거리
전편으로부터 몇 달 후. 아이린 애들러는 한 경매장에서 호프만슈탈 의사에게 최근 그가 실시한 어느 수술의 대가로 상자 하나를 주고, 호프만슈탈은 그녀에게 편지를 한 통 건넨다. 이 자리에 셜록 홈스가 나타나 호프만슈탈이 상자를 열면서 부지불식간에 작동시킨 시한 폭탄을 한 석관 안에 넣어 안전하게 터트리고 편지를 챙겨 간다. 애들러와 호프만슈탈은 제각기 줄행랑을 친다.
호프만슈탈은 곧 암살된 채 발견되고, 애들러 역시 그녀가 홈스의 간섭에 제대로 대처를 못해 상황을 위태하게 만들었다고 판단한 고용주 제임스 모리아티 교수에게 독살된다. 홈스는 친구 존 왓슨에게 얼핏 연관이 없어 보이는 살해 사건들, 테러리스트 공격들, 사업 인수 소식들이 모두 모리아티에게 귀결된다고 말한다. 홈스는 왓슨의 총각 파티 후 편지의 발신인 레네의 동생이자 편지에 지정된 원 수신인인 롬인 점술가 심자를 찾아간다. 이때 심자를 노리는 자객이 모습을 드러내고, 홈스가 자객을 물리치는 사이 심자가 도망간다.
홈스는 왓슨과 메리의 결혼식에서 모리아티와 처음 대면한다. 모리아티는 홈스가 계속 방해를 해대서 왓슨과 메리를 죽일 생각이라고 밝힌다. 실제로 모리아티의 부하들은 브라이턴으로 신혼 여행을 떠나는 왓슨과 메리를 습격한다. 홈스는 메리를 달리는 기차에서 강으로 내던지고, 홈스의 형 마이크로프트가 메리를 강물에서 건져낸다. 모리아티의 부하들을 물리친 홈스와 왓슨은 심자를 찾아 파리로 향한다.
홈스는 심자에게 그녀가 피살 위기에 놓인 이유는 모리아티 밑에서 일해 온 레네가 그녀에게 모리아티의 계획을 흘렸을 가능성 때문이라고 설명한다. 심자는 둘을 데리고 자신과 레네가 속했던 무정부주의자 단체 본부로 향한다. 이 단체는 그간 모리아티에게 협박을 당해 폭탄을 설치해 왔다. 이들은 새 폭탄이 파리 국립 오페라에 장치됐을 거라는 홈스의 추리를 따라 급히 이동하지만 폭탄은 대신 오페라 인근 호텔에서 터지고 그 결과 여러 사업가가 사망한다. 이는 사실 모리아티의 심복인 명사수 서배스티언 모란이 저지른 알프레트 마인하르트의 암살을 덮으려는 위장이다. 마인하르트의 사망으로 모리아티는 마인하르트의 하일브론 무기 공장 소유권을 차지한다.
홈스, 왓슨, 심자는 모리아티를 쫓아 독일까지 간다. 공장에 잠입했다가 존재를 들킨 홈스는 고문을 당하는 와중에 모리아티에게 전쟁으로 이득을 보는 여러 회사들의 지분을 인수한 모리아티가 세계 대전을 유발해 거액을 축재할 계획이 아니냐며 자신의 추리를 늘어놓는다. 그 사이 왓슨은 모란을 상대하며 공장의 대포로 모란이 숨어 있는 망루를 파괴한다. 망루는 홈스가 억류돼 있는 창고 위로 무너져 내리고, 홈스, 왓슨, 심자는 추격을 피해 함께 달아난다. 홈스는 모리아티의 마지막 목표가 스위스에서 열리는 평화 정상 회담에서 국제적 사건을 일으키는 것이라고 추론한다.
회담장에 도착한 홈스는 호프만슈탈에게 획기적인 재건 수술을 받은 레네가 대사들 중 하나인 척하고 있다가 암살을 시도할 것으로 유추한다. 홈스가 모리아티와 발코니에서 체스를 두며 서로 상대의 계획을 논평하고 의중을 떠보는 사이 심자는 면밀한 관찰로 레네를 찾아낸다. 심자가 왓슨과 함께 레네의 암살 시도를 막자 모란이 레네를 살해하고 도주한다. 모리아티는 유럽은 결국 전쟁에 돌입할 거라며 본인의 성공을 확신한다. 그러나 홈스는 앞서 모리아티에게 고문을 당할 때 그의 계획과 재무가 적힌 수첩을 품에서 슬쩍 빼내 가짜와 바꿔치기해 두었다고 털어놓는다. 수첩 원본을 전달받은 메리는 홈스가 모리아티의 사무실에서 발견했던 책을 토대로 암호 해독을 하고, 여기에서 추출된 정보를 이어받은 레스트레이드 경감은 모리아티의 자산을 압수해 전사자들의 아내와 고아를 돕는 자선 단체에 기부한다. 홈스는 격투 끝에 모리아티를 발코니 가장자리로 끌고 간 뒤 함께 라이헨바흐 폭포로 떨어진다.
홈스의 장례식을 치른 왓슨은 메리와 뒤늦게 신혼 여행을 떠나려고 준비하던 중에 마이크로프트의 호흡 기계가 담긴 소포를 받는다. 왓슨은 홈스가 생존해 있을 가능성을 깨닫고 메리에게 배달부에 대해 물어보려고 사무실을 비운다. 애초부터 사무실에 잠복해 있던 홈스는 왓슨이 타자기에 친 회고록 원고 마지막 문구인 “끝” 뒤에 물음표를 단다.

## 출연진
- 로버트 다우니 주니어 - 셜록 홈스 역
- 주드 로 - 존 H. 왓슨 역
- 재러드 해리스 - 제임스 모리아티 교수 역
- 노미 라파스 - 심자 “심” 헤론 부인 역
- 스티븐 프라이 - 마이크로프트 홈스 역
- 켈리 라일리 - 메리 모스턴 역
- 레이철 매캐덤스 - 아이린 애들러 역
- 에디 마선 - 레스트레이드 경감 역
- 폴 앤더슨 - 서배스티언 모란 역
- 제럴딘 제임스 - 허드슨 부인 역
- 티에리 뇌비크 - 클로드 라바슈 역
- 볼프 칼러 - 호프만슈탈 의사 역
- 에피프 벤 바드라 - 타마스 모라토 역
- 윌리엄 휴스턴 - 클라크 순경 역
- 라우렌티우 포사 - 레네 헤론 역
- 토르스톤 만데를라이 - 알프레트 마인하르트 역
- 클라이브 러셀 - 태너 선장 역
- 조 이건 - 빅 조 역
- 이언 미첼 - 경매인 역
- 페터 슈타르크 - 독일 장교 역
- 마이클 웨버 - 목사 역
- 알렉상드르 카릴 - 쌍둥이 역
- 로런스 도비에시 - 하인 역
- 제프 리프먼 - 외교관 역
- 레이 돈 - 외교관 역 (크레디트 미기재)
- 폴 워런 - 집시 역 (크레디트 미기재)

## 기타 제작진
- 총괄 제작: 브루스 버먼
- 공동 제작: 스티브 클라크홀
- 미술: 세라 그린우드
- 세트: 케이티 스펜서
- 의상: 제니 베번